# Парк Победы (Рига)
Парк Побе́ды (латыш. Uzvaras parks) — рижский парк, второй по площади в городе (36,7 га). Расположен на территории левобережья Даугавы, между историческими районами Торнякалнс и Агенскалнс.

## История Петровского парка
Рижский Петровский парк, который в современной Латвии носит название Парка Победы, был разбит в ландшафтном стиле в 1909 году в преддверии широкомасштабного празднования двухсотлетней годовщины со дня фактического присоединения Риги в качестве столицы Лифляндии к Российской империи (4 июля 1710 года войска российского генерал-фельдмаршала Бориса Шереметева после примерно восьмимесячной осады взяли Ригу, одну из наиболее хорошо защищённых крепостей на территории Шведской Ливонии).

### Замысел и проектирование
За проектирование парка взялся главный садовый архитектор Риги Георг Куфальдт, который ещё при проектировании Царского парка лелеял мечту создать аналогичный ландшафтный парк и на левом берегу Даугавы, в котором было бы предусмотрено место для строительства 85 вилл. Первоначально территория парка планировалась в размере 52,25 га, из которых 32 га предназначались для зелёных насаждений и 15 га для застройки. В центре планировалось место для народного парка и спортивной площадки, а на продолжении главной оси (на нынешнем бульваре Узварас) — павильон для игр.
Для устройства парка требовалась мелиорация заболоченных участков с созданием прудов для стока грунтовых вод, нужно было также засыпать рукав Даугавы и углубить русло речки Марупите. Вдоль улицы Большой Алтонавас посадили липовые аллеи в четыре ряда.

### Открытие парка
Официальная церемония открытия паркового комплекса состоялась 5 июля 1910 года и была приурочена к визиту в Ригу императора Николая II, прибывшего со своей семьёй на императорской яхте «Штандарт» для празднования юбилея вхождения Лифляндии в состав России. На церемонии присутствовали председатель Совета министров П. А. Столыпин, министр императорского двора барон В. Б. Фредерикс. Государь и его свита прибыли на паровом катере, который причалил к Агенскалнской пристани, где гостей ожидали городской голова Риги Джордж Армитстед, начальник рижского полицейского управления статский советник В. Е. Нилендер и представители лифляндского дворянства.
Император пешком прошел до места посадки деревьев, где ему торжественно была вручена кожаная папка с планом будущего парка. Николай II посадил 20-летний саженец дуба, его дочери, великие княжны Ольга, Мария и Анастасия — 12-15-летние саженцы. Княжна Анастасия подбежала к Георгу Куфальдту с просьбой поливать деревца, когда государь с семьёй снова уедут в Санкт-Петербург. А императрица в память о событии преподнесла главному садовнику золотые часы с эмблемой императорского орла, оформленного бриллиантами.

### Продолжение работ
В 1915 году высадили аллею голландских лип, которая проходит вдоль нынешнего рижского бульвара Победы. Были устроены детская площадка и прогулочные дорожки рядом с парком «Аркадия». Однако пруд, вырытый для мелиорации парка, стали использовать для сброса сточных вод дубильной кожевенной фабрики.

## Переименование и переоборудование
После Первой мировой войны от токсичных стоков кожевенного производства был очищен пруд. Однако выяснилось, что для строительства домов территория парка непригодна, так как под ним находится 18-метровый слой грязи.
В 1923 году парк переименовали в Парк Победы (в честь победы в 1919 году над добровольческой Западной армией под командованием Бермондта-Авалова).
Посаженные царской семьёй дубы спилили, однако дальнейшее развитие парка остановилось. На свободных участках стихийно расположились огороды.

### Конкурс Улманиса
В 1936 году Карлис Улманис издал закон о строительстве Площади Победы. В 1937 году был объявлен конкурс проектов, на который подали 44 предложения. Планы были грандиозные: устроить на данной территории площадь на 200 тысяч посетителей, стадион на 25 тысяч зрителей, спортплощадки, велодром, плавательный бассейн, тир, порт в Агенскалнском заливе, Дворец спорта и собраний на 10 тыс. человек и монумент, который бы обозначил архитектурную доминанту всего комплекса.
Почётные призы получили проекты бюро Ф. Скуиньша и Г. Дауге, студента Э. Круминьша и бюро В. Паэгле.
Однако до Второй мировой войны в парке удалось только расчистить площадь для проведения праздников песни, где в 1938 году был проведён очередной IX Праздник песни и танца.
В 1939 году архитекторы Ф. Скуиньш и Г. Дауге эмигрировали в Германию.

### После войны
После войны, в начале 1950-х годов, стихийно созданные огороды на территории парка ликвидировали, и его планировали использовать для строительства Большой эстрады праздника песни, однако идея разместить её в Межапарке руководителям Компартии Латвии понравилась больше.
В 1961 году Рижским горисполкомом принято решение о переименовании парка — таким образом, на карте Риги вместо Парка Победы появился Парк имени XXII съезда КПСС. Одновременно было решено начать стилевую реконструкцию паркового комплекса. Садово-парковые архитекторы В. Л. Дорофеев и Э. Э. Фогель в 1963 году принялись за разработку и осуществление нового ландшафтного дизайна парка. В их планах было создание летней эстрады на 7 тыс. человек, народного парка и кинотеатра.
Также над переоборудованием парка работал латвийский дендролог, ландшафтный архитектор К. Я. Баронс. Под его профессиональным руководством были засеяны и разбиты обширные газоны, большинство которых было засажено группами из редких пород древесных и многолетников. В 1961 году между улицами Слокас и Бариню высадили дубы, на следующий год — берёзы. Группы деревьев планировалось акцентировать низкорослыми кустарниками, а русло Марупите оформить гранитными камнями.
Крупные работы начались в 1963 году: начата мелиорация, изменено русло небольшой реки Марупите, вырыт пруд на месте «котлована», как его называли местные жители. Была сделана планировка местности, посеяна трава.
В 1965 году между улицей Слокас и бульваром Маяковского (ныне Ранькя дамбис) посадили деревья, в 1966 году продолжили посадку деревьев и заасфальтировали дорожки.
С 1966 до 1973 года работы в парке не велись, тем временем деревья набирали природный рост.
В 1973 году между улицами Большой Алтонавас и Стученко (ныне Бариню) обустроили городок безопасности движения и картодром для детей.
В 1976 году был объявлен конкурс на лучший проект монумента в честь Победы в Великой Отечественной войне.
В 1985 году в центральной части парка был торжественно открыт памятник воинам Советской Армии — освободителям Советской Латвии и Риги от немецко-фашистских захватчиков (снесён в 2022 году). Тогда же горисполком принял решение о переименовании парка в Парк Победы.

## Благоустройство парка
Современная площадь парка — 36,7 гектара. Среди насаждений парка преобладают дубы, липы, клёны, берёзы. Также произрастают 23 вида местных и около 75 форм интродуцированных древесных растений (такие как лиственница Ледебура и бальзамическая пихта).
В 2012 году при поддержке посольства Японии в Латвии в парке был высажен сад сакуры из 114 деревьев. В 2019 году сад пополнился ещё 15 деревцами, которые высадило муниципальное предприятие «Rīgas meži» («Рижские леса»). В саду сакур установили новые скамейки для желающих полюбоваться весной их цветением.